# Нацано (Рим)
Нацано (итал. Nazzano) је насеље у Италији у округу Рим, региону Лацио.
Према процени из 2011. у насељу је живело 1156 становника. Насеље се налази на надморској висини од 188 м.

## Становништво
Према резултатима пописа становништва 2011. у општини је живело 1.361 становника.
| 1931. | 1936. | 1951. | 1961. | 1971. | 1981. | 1991. | 2001. | 2011. |
| ----- | ----- | ----- | ----- | ----- | ----- | ----- | ----- | ----- |
| 1.043 | 1.179 | 1.302 | 1.235 | 1.002 | 1.014 | 1.135 | 1.251 | 1.361 |

## Партнерски градови
- Јаши